# Zagonne Wrótka
Zagonne Wrótka (ok. 1750 m) – wąska przełączka w północno-zachodniej grani Małołączniaka w Czerwonych Wierchach w Tatrach Zachodnich. Znajduje się pomiędzy Zagonnym Zębem (ok. 1760 m) a Skrajną Małołącką Turnią (1830 m). Na południową stronę, do Kobylarzowego Zachodu opada z niej wąski, trawiasty i niezbyt stromy zachód kończący się w niewielkim siodełku za Kobylarzową Igłą. Przejście z Kobylarzowego Zachodu na Zagonne Wrótka jest łatwe; żlebkiem na siodełko za Kobylarzową Igłą i dalej trawiastym zachodem. Natomiast na przeciwną stronę, do wielkiego zachodu Zagon w Dolinie Małej Łąki z Zagonnych Wrótek opada bardzo stromy żleb. Prowadzi nim droga wspinaczkowa. Pierwsze przejście: Jacek Bilski i Władysław Cywiński 4 lutego 1993 (miejscami IV stopień skali trudności UIAA). Przejście granią od Zagonnej Przełęczy przez Zagonny Ząb i Zagonne Wrótka do Skrajnej Małołąckiej Turni jest łatwe (tylko na odcinku Zagonna Przełęcz – Zagonny Ząb I stopień trudności).